# Rove (race caprine)
Pour les articles homonymes, voir Rove.
La chèvre du Rove est une race caprine française originaire des Bouches-du-Rhône. Elle fait partie des races dites « à petit effectif ». L'effectif du troupeau est estimé à environ 14 000 femelles depuis 2014 en France. Sa robe est de couleur variée, généralement marron avec des taches blanches ou noires. Elle est particulièrement reconnaissable à ses cornes de section triangulaires et torsadées. Cette chèvre accompagnait la transhumance des moutons et fournissait son lait aux bergers et aux agneaux que leur mère ne pouvait nourrir, mais aussi sa viande, à une époque où elle était couramment consommée. Elle est aujourd'hui utilisée pour défricher ou entretenir les zones inaccessibles devant être nettoyées contre les incendies. Quelques éleveurs utilisent son lait pour la fabrication de fromages. Elle est répertoriée dans la liste des races pour l'élaboration des fromages AOC pélardons, picodons et banons mais surtout la brousse du Rove.

## Histoire
La chèvre du Rove est originaire du Rove, petit village à l'ouest de Marseille qui lui a donné son nom, dans les Bouches-du-Rhône. Elles y paissent toujours sur tout le massif du Rove ou massif de l'Estaque : la Côte Bleue. Selon une légende locale,  les Phéniciens auraient amené cette chèvre au port de Marseille durant leur commerce avec la ville, et celle-ci aurait ensuite gagné le Rove dont les bergers en auraient acquis quelques spécimens.
La chèvre du Rove a manqué disparaître, mais des efforts de conservation sont réalisés autour de la race, et ont permis aux effectifs de réaugmenter. En 2007, on recense ainsi 5 500 chèvres réparties dans près de 150 élevages, ce qui en fait la race locale la mieux représentée en France. En 2013, on en compte plus de 11 000.

## Description

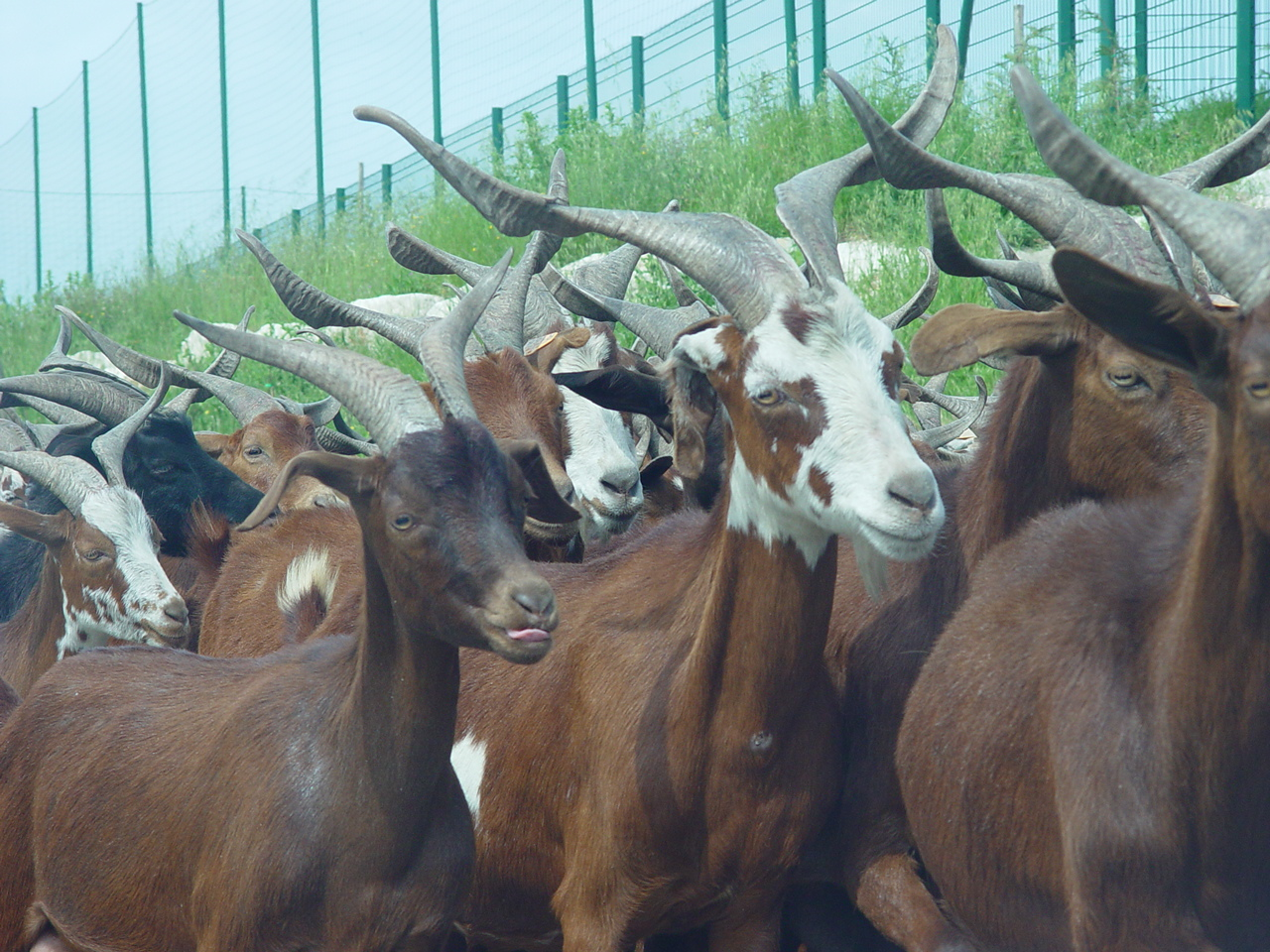
Chèvres du Rove.

La chèvre du Rove se caractérise avant tout par ses longues cornes qui lui donnent une certaine élégance. Elles sont torsadées et se développent en s'écartant en forme de lyre. Elles peuvent devenir très longues, celles de certains boucs atteignent 1,2 m d'envergure. La robe, à pelage court et doux, peut prendre des colorations très variées : elle est souvent rouge ou noire, mais on trouve aussi des animaux dont le patron de couleur peut être, selon les animaux, gris cendré (dits « blaù »), rouge moucheté de blanc (dits « cardalines »), rouge mêlé de gris (dits « sardines »), noir avec des marques feu sous les yeux, sur les oreilles, le museau et l'extrémité des pattes (dits « boucabelles ») ou encore noir devant et rouge derrière (dits « tchaîsses »). La chèvre du Rove ne porte pas de pampilles.
C'est une chèvre de taille moyenne : la femelle pèse entre 45 et 55 kg et le mâle entre 70 et 90 kg.
- Galerie de photos sur la chèvre du Rove dans le village du Rove (Bouches-du-Rhône)

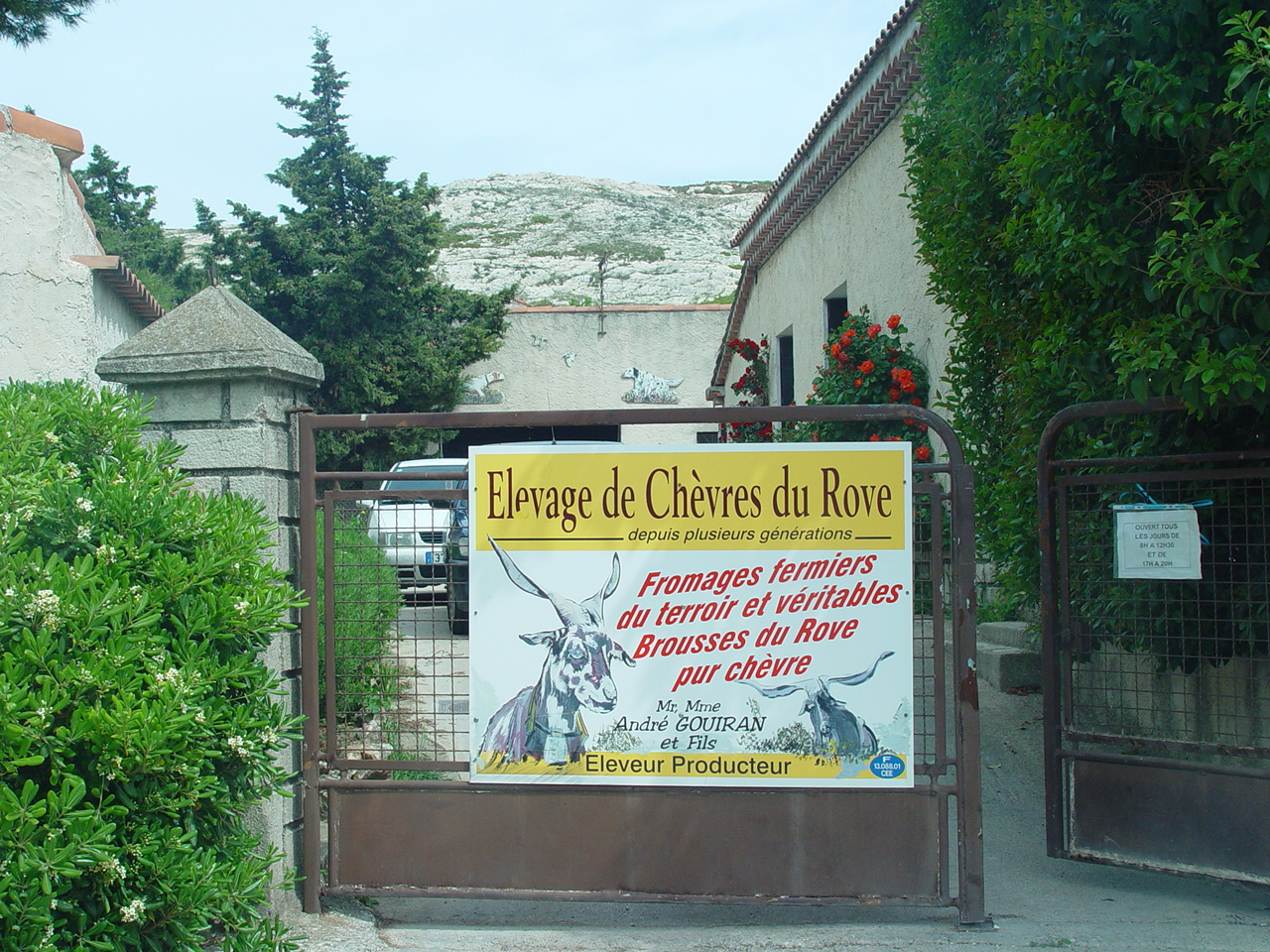
Entrée de la ferme caprine Gouiran au Rove.
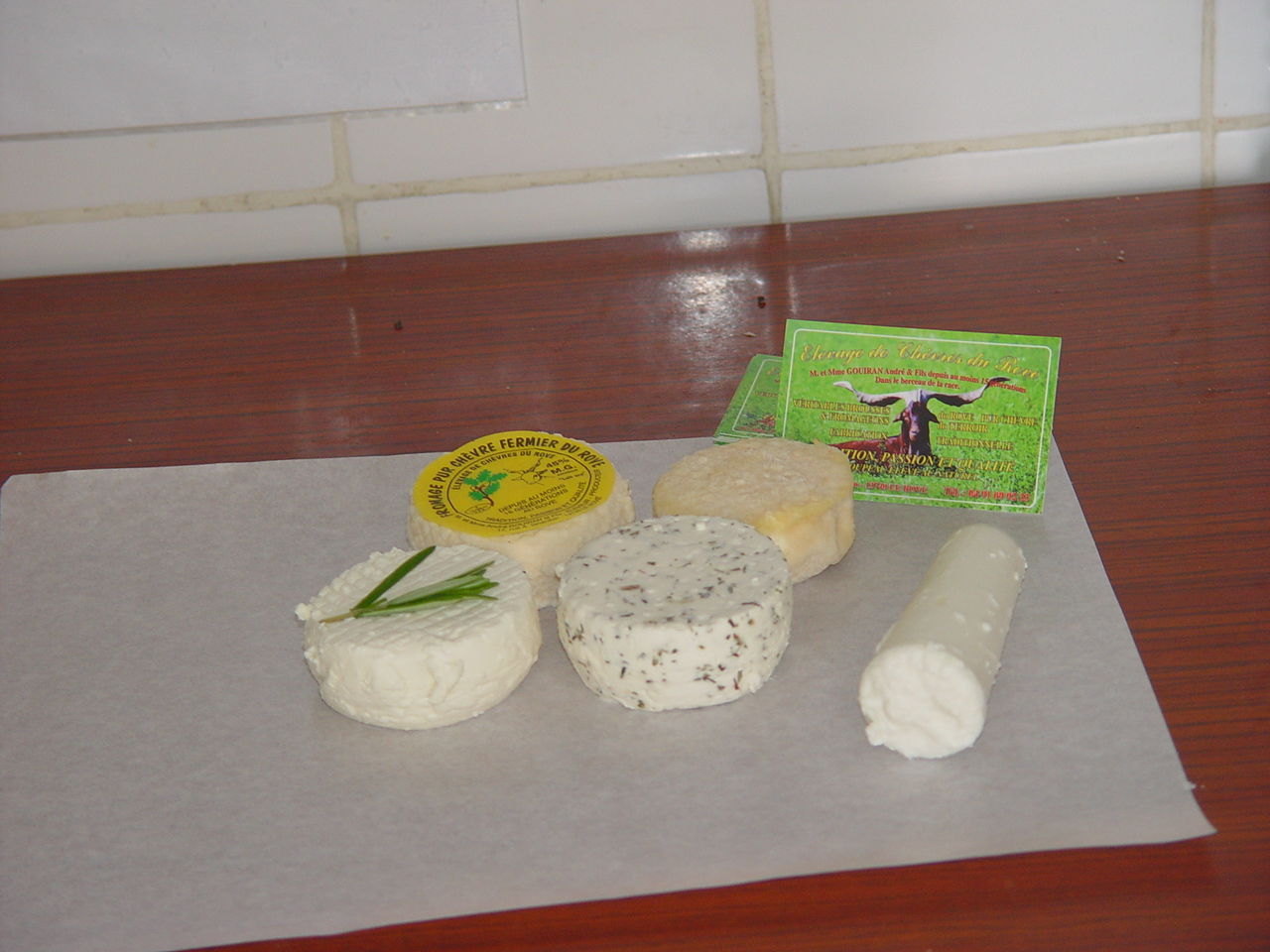
Fromages du Rove.
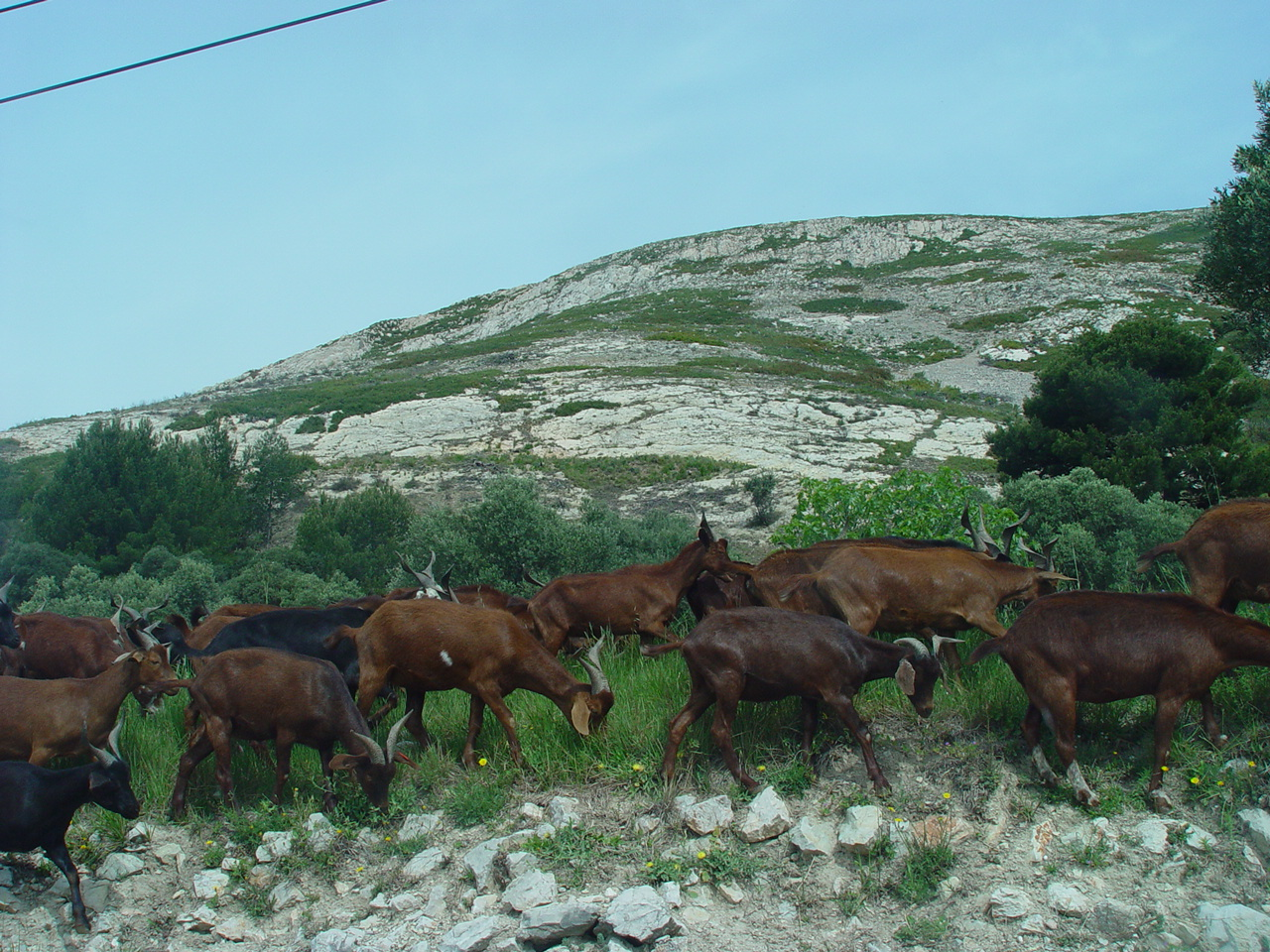
Chèvres du Rove dans la garrigue au-dessus du village du Rove.
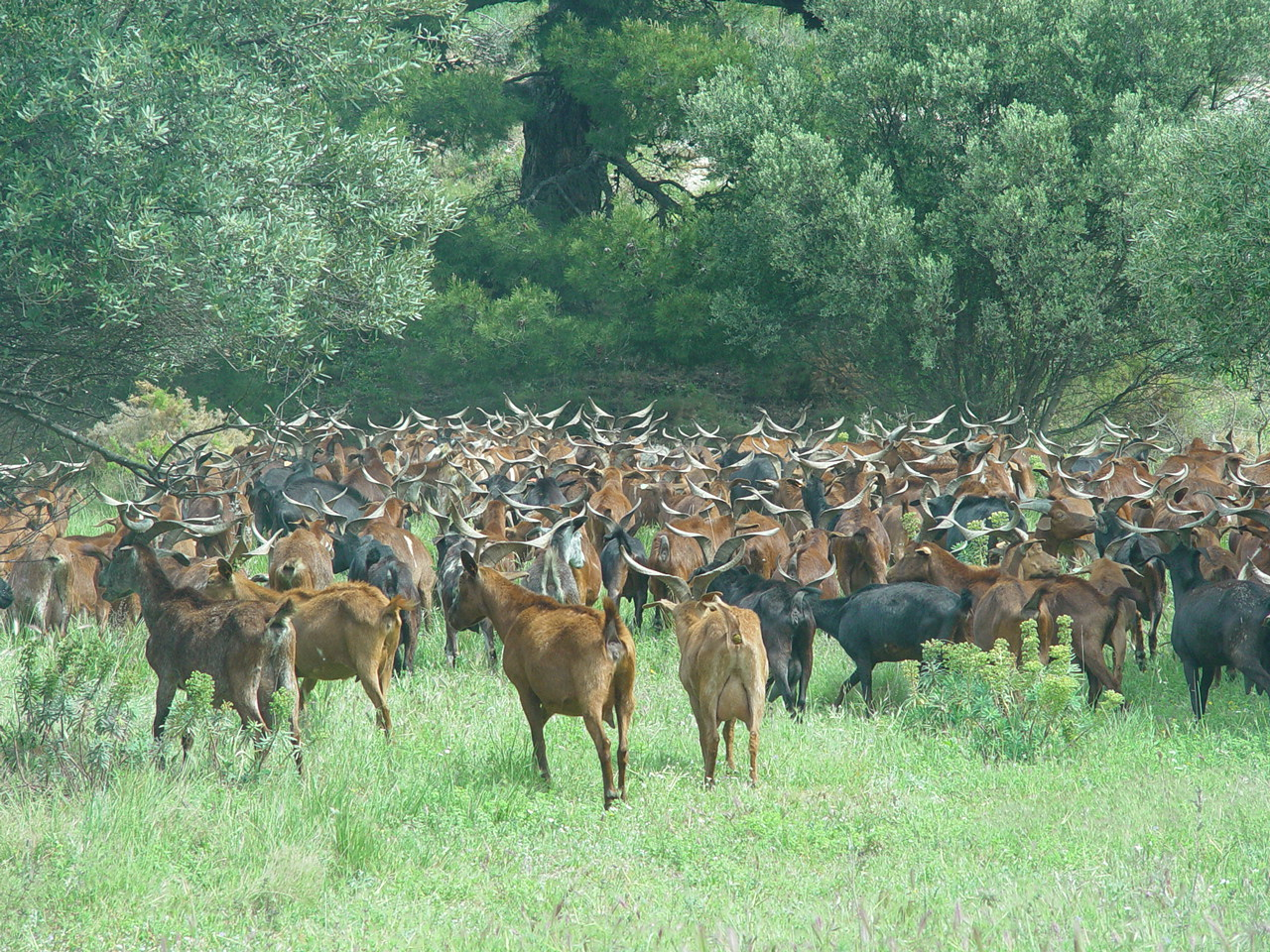
Chèvres du Rove en pacage, village du Rove.
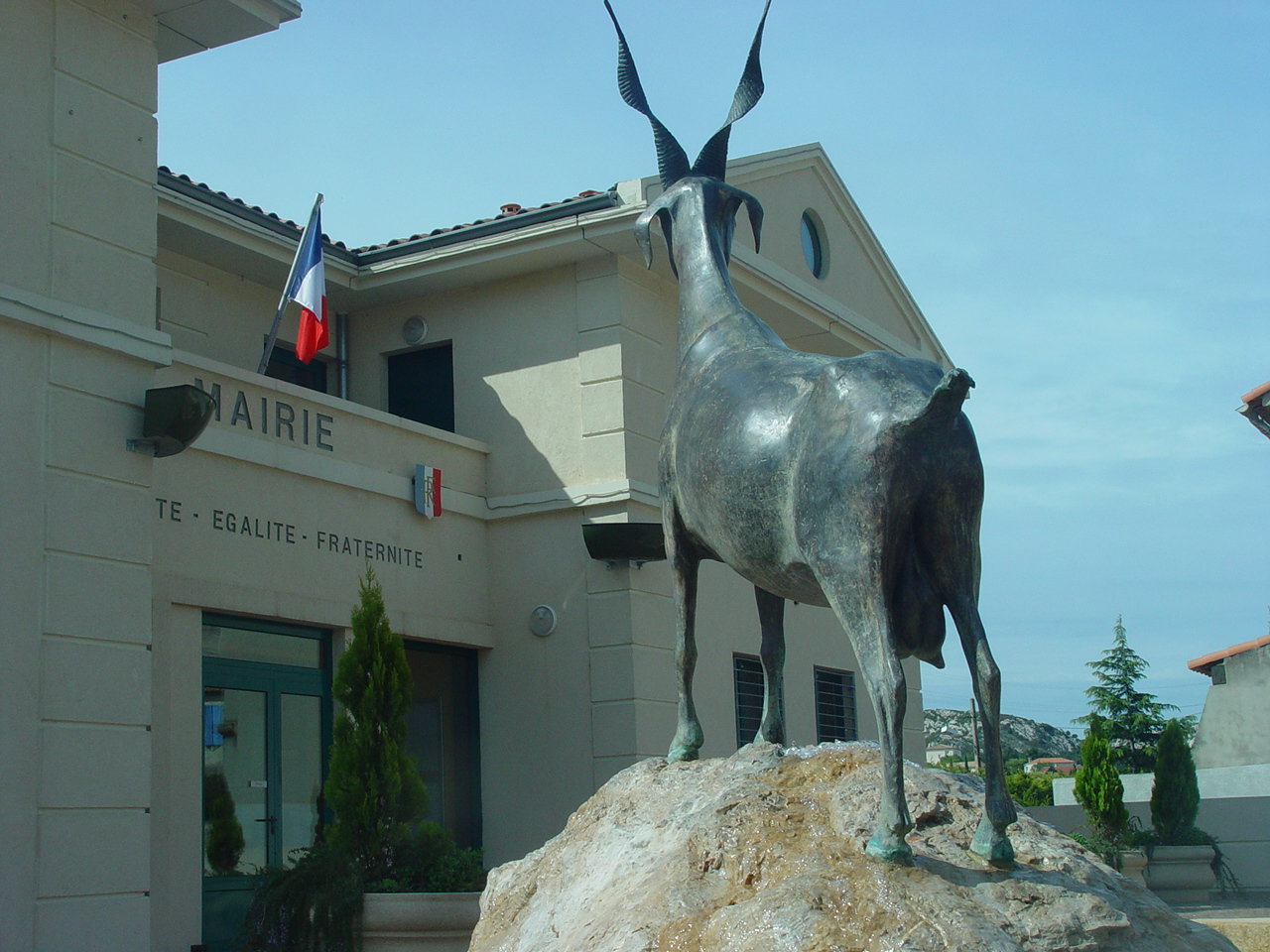
Statue de chèvre devant la mairie du Rove.

## Aptitudes
La chèvre du Rove est avant tout une race rustique, bien adaptée au climat aride de sa région d'origine, et capable de valoriser des parcours à la végétation rare et très pauvre. Son appétit pour les jeunes arbrisseaux, qui lui a longtemps été reproché, est aujourd'hui un véritable atout pour la race, qui est utilisée pour défricher des terrains sujets à la déprise agricole. Que ce soit sur le massif du Rove ou sur celui de l'Étoile (chèvrerie municipale de Septème les Vallons), elle se dresse sur ses pattes arrière pour atteindre les branches à sa portée, mais toutes les plantes du maquis lui payent un tribut, y compris les genêts.
Elle est assez prolifique. C'est une race mixte, qui peut être utilisée en allaitante, avec notamment un rendement en viande assez bon proche de 50 %, ou peut être traite. Dans ce cas, son lait est souvent utilisé pour produire des fromages fermiers, comme la brousse du Rove qui a rendu la race célèbre. Le lait des chèvres du Rove possède une bonne aptitude à la transformation fromagère par ses taux assez élevés. On l'utilise notamment dans la fabrication de fromages AOC pélardons, picodons et banons, dont les cahiers des charges mentionnent la race du Rove parmi les races habilitées à leur confection.
Le lait des chèvres du Rove est également utilisé pour la fabrication du fromage Rovethym.

## Élevage
Traditionnellement, quelques-unes de ces chèvres étaient intégrées dans les troupeaux de moutons transhumants vers les estives alpines l'été. Elles avaient alors divers rôles, et notamment celui d'assurer une source de lait frais et de viande de chevreaux aux bergers, qui vivaient loin de chez eux durant une longue période. Les chèvres menaient également le troupeau, et pouvaient allaiter les agneaux orphelins, ou issus de portées doubles ou triples. Il n'est pas rare de les trouver encore sur les alpages jusque dans le Queyras et au delà.

## Sauvegarde

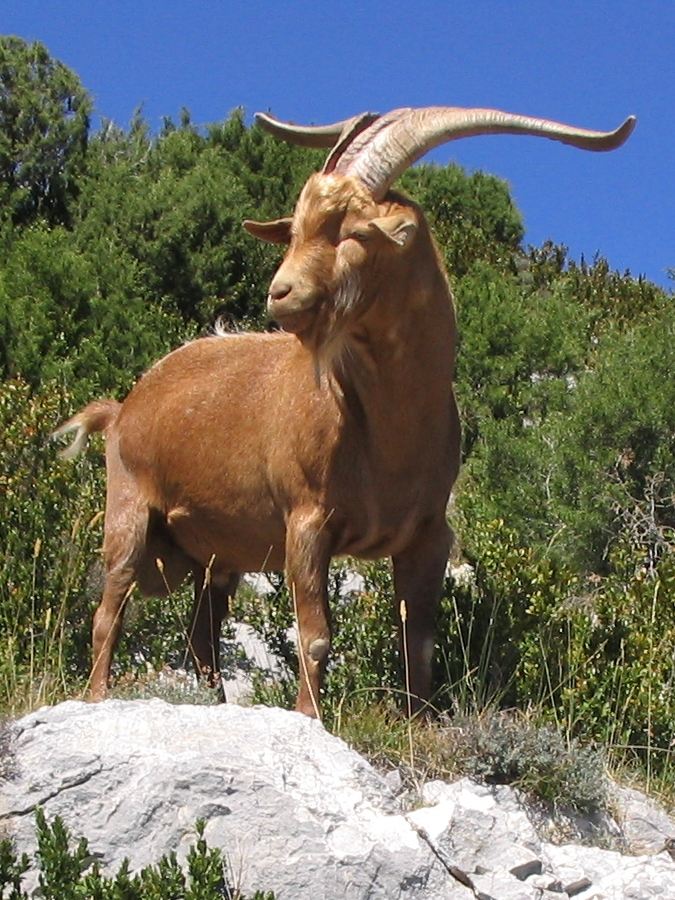
Bouc de Rove dans les gorges du Verdon.

La chèvre du Rove fait l'objet d'un programme de conservation, géré par l'Association de Défense des Caprins du Rove (ADCR). Celle-ci s'occupe également de promouvoir les produits issus de cette race, de créer une dynamique auprès des éleveurs concernés et des passionnés, et de mener à bien les actions nécessaires pour maintenir et même faire augmenter les effectifs de la race. Le dynamisme des éleveurs proches de Marseille leur a permis de faire accéder leur produit phare, la brousse du Rove à l'AOP, devenant ainsi le plus petit AOP.

## Diffusion
Aujourd'hui, les effectifs sont toujours concentrés dans cette région, même si elle a un peu élargi son aire de répartition. Ainsi, 90 % des effectifs sont concentrés dans le grand sud-est de la France, dont 60 % en région Provence-Alpes-Côte d'Azur.

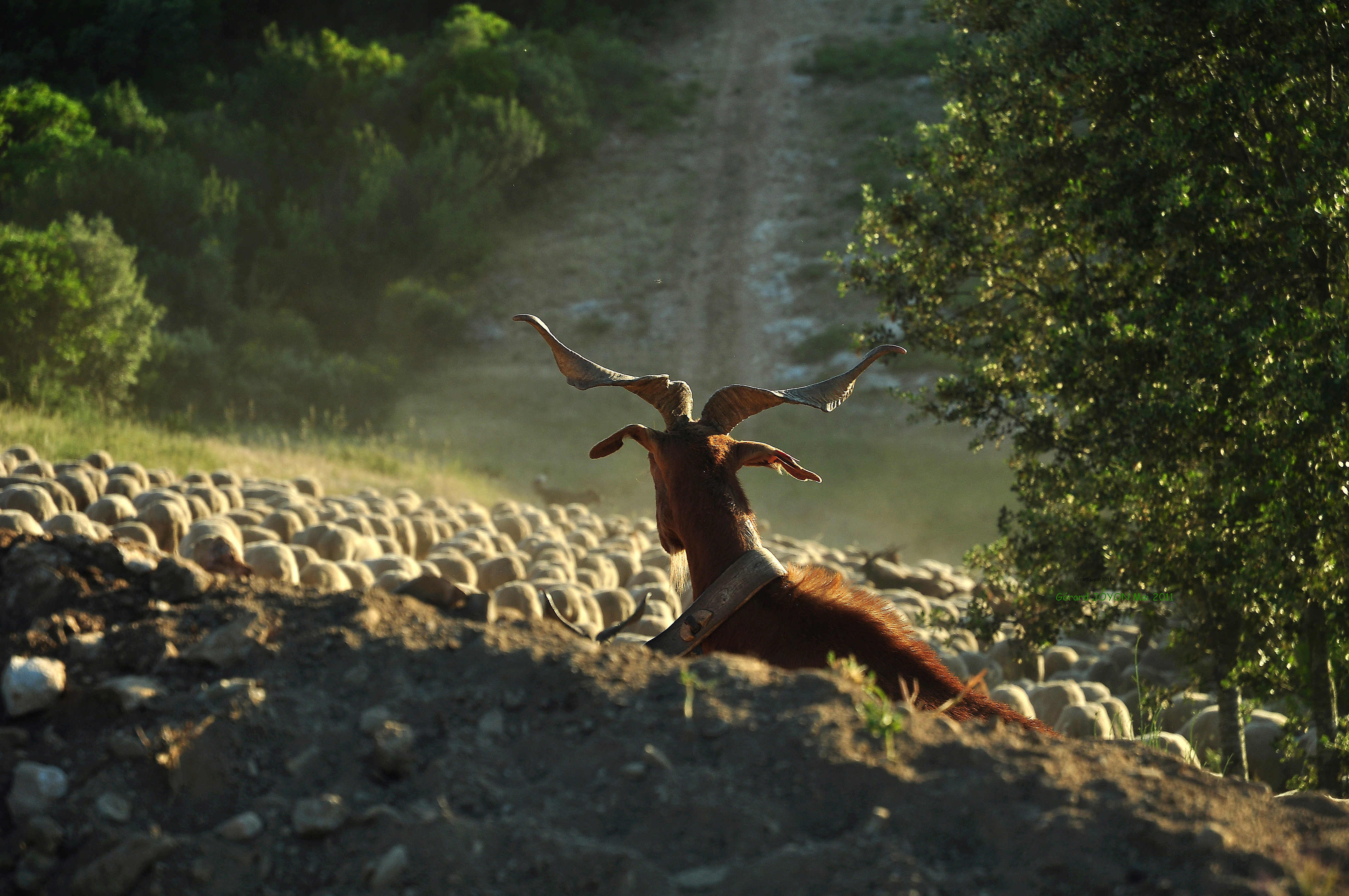
Bouc et troupeau de moutons vers les gorges du Gardon mai 2011.